# Omicidio al neon per l'ispettore Tibbs
Omicidio al neon per l'ispettore Tibbs (They Call Me Mister Tibbs!) è un film del 1970 diretto da Gordon Douglas.

## Trama
Joy Sturges è una prostituta che viene trovata assassinata e, secondo una telefonata anonima, il colpevole è il reverendo Logan Sharp, buon amico dell'ispettore Tibbs, il quale interviene per difenderlo.
Benché gli indizi contro Sharp siano molti, nessuno pare inchiodarlo definitivamente, così quando Tibbs rintraccia l'autore della telefonata anonima pensa di essere sul punto di scagionare il reverendo, ma l'uomo che avvertì la polizia scappa e fa fuoco contro l'ispettore, costringendolo a rispondere e a ucciderlo.
Malgrado l'apparente soluzione del caso, un dubbio continua a tormentare Tibbs che, alla fine, trova una prova definitiva della colpevolezza del suo amico. Messo di fronte all'evidenza, Sharp confessa, ma poiché sono vicine le elezioni che potrebbero portare a importanti migliorie nel quartiere, per le quali il reverendo si era esposto in prima persona, egli preferisce uccidersi piuttosto che lasciare che la sua colpa comprometta tutto il buon lavoro fatto in precedenza.